# Plackenbruch
Plackenbruch ist ein Ortsteil im Stadtteil Katterbach in Bergisch Gladbach.

## Geschichte
Die mittelalterliche Siedlungsgründung Plackenbruch ist für 1460 mit der Bezeichnung tzo Plackenbroech erstmals belegt. Im Urkataster ist sie südlich des Gewannes an der alten Straße von den Hülsen nach Torringen (das ist die heutige Kempener Straße) verzeichnet.
Die Topographia Ducatus Montani des Erich Philipp Ploennies, Blatt Amt Porz, belegt, dass der Wohnplatz 1715 als Hof kategorisiert wurde und mit Plakenbrug bezeichnet wurde. Aus Carl Friedrich von Wiebekings Charte des Herzogthums Berg 1789 geht hervor, dass Plackenbruch zu dieser Zeit Teil der Honschaft Paffrath  im gleichnamigen war.
Unter der französischen Verwaltung zwischen 1806 und 1813 wurde das Amt Porz aufgelöst und Plackenbruch wurde politisch der Mairie Gladbach im Kanton Bensberg zugeordnet. 1816 wandelten die Preußen die Mairie zur Bürgermeisterei Gladbach im Kreis Mülheim am Rhein. Mit der Rheinischen Städteordnung wurde Gladbach 1856 Stadt, die dann 1863 den Zusatz Bergisch bekam.
Der Ort ist auf der Topographischen Aufnahme der Rheinlande von 1824 und auf der Preußischen Uraufnahme von 1840 als Plakenbroich verzeichnet. Ab der Preußischen Neuaufnahme von 1892 ist er auf Messtischblättern regelmäßig als Plackenbroich oder ohne Namen verzeichnet.
| Jahr | Einwohner | Wohn- gebäude | Kategorie    | Bemerkung         |
| ---- | --------- | ------------- | ------------ | ----------------- |
| 1822 | 6         |               | Hofstelle    | Blakenbroich gen. |
| 1830 | 10        |               | Hofstelle    | Blakenbroich gen. |
| 1845 | 12        | 2             | Ackergütchen |                   |
| 1871 | 7         | 2             | Hofstelle    |                   |

## Etymologie
Das Bestimmungswort Placken leitet sich vom mittelhochdeutschen placke/phlacke (= Gegend, Flecken) her und kann bei Flurnamen ein kleines Stück Land bzw. Flurstück/Rasenstück bezeichnen. Das Wort Plackenbruch steht demnach entweder für ein kleines sumpfiges Land- oder Waldstück bzw. für eine sumpfige Weidefläche.